# Otter
Otter település Németországban, azon belül Alsó-Szászország tartományban. Lakosainak száma 1813 fő (2023. december 31.).

## Népesség
A település népességének változása:
| Lakosok száma | 1542 | 1706 | 1719 | 1724 | 1771 | 1797 | 1813 |
|               | 2014 | 2016 | 2017 | 2019 | 2021 | 2022 | 2023 |